# Qopor
Qopor (persiska: قپر) är en ort i Iran.   Den ligger i provinsen Nordkhorasan, i den nordöstra delen av landet, 600 km öster om huvudstaden Teheran. Qopor ligger 1 755 meter över havet och antalet invånare är 351.
Terrängen runt Qopor är kuperad åt sydväst, men åt nordost är den bergig. Runt Qopor är det ganska glesbefolkat, med 38 invånare per kvadratkilometer. Närmaste större samhälle är Naz̧ar Moḩammad, 4,5 km söder om Qopor. Trakten runt Qopor består i huvudsak av gräsmarker.